# Калинка-Гридинская
Калинка-Гридинская — деревня в Красноборском районе Архангельской области. Входит в состав Алексеевского сельского поселения.

## География
Находится в юго-восточной части Архангельской области на расстоянии приблизительно 2 км на запад-северо-запад по прямой от административного центра района села Красноборск на левобережье реки Северная Двина.

## История
Отмечалась уже только в 1939 году как деревня Алексеевского сельсовета.

## Население
Численность населения: 63 человека (русские 90 %) в 2002 году, 92 в 2010.